# Schoenocaulon ignigenum
Schoenocaulon ignigenum är en nysrotsväxtart som beskrevs av Dawn Frame. Schoenocaulon ignigenum ingår i släktet Schoenocaulon och familjen nysrotsväxter. Inga underarter finns listade.